# Springmäuse
Die Springmäuse (Dipodidae) sind eine Familie der Nagetiere, die sich durch verlängerte Hinterbeine auszeichnet.

## Merkmale
Alle Arten haben verlängerte Hinterbeine, doch der Grad dieser Verlängerung ist sehr unterschiedlich. Die Hüpfmäuse haben noch große Ähnlichkeit mit Altweltmäusen, wohingegen eine Wüstenspringmaus nach Art eines Kängurus auf kräftigen Hinterbeinen springt. Die Kopf-Rumpf-Länge liegt zwischen 4 und 26 cm, hinzu kommen 7 bis 30 cm Schwanz. Der Schwanz ist immer länger als Kopf und Rumpf zusammen. Als nachtaktive Tiere haben Springmäuse auffällig vergrößerte Augen und Ohren.

## Verbreitung
Das Verbreitungsgebiet reicht von Nordafrika über die gemäßigten und ariden Zonen Asiens bis nach China. Außerdem gibt es Springmäuse, wenn auch mit sehr wenigen Arten, in Nordamerika.

## Lebensweise
Die Hüpfmäuse leben nach Mäuseart in Wäldern und Buschland. Sie laufen auf vier Beinen. Wenn sie flüchten, können sie bis zu 2 m lange Sätze vollführen. Nachts suchen sie nach Beeren, Samen und Insekten. Tagsüber verkriechen sie sich im Unterholz oder graben kleine Tunnel.
Dagegen sind die echten Springmäuse größere Tiere, die an aride Regionen der Alten Welt angepasst sind. Nach Känguruart können sie auf ihren Hinterbeinen bis zu 3 m weit springen. Der lange Schwanz hilft beim Halten des Gleichgewichts. Auch in der normalen Fortbewegung benutzen die Springmäuse meistens nur ihre Hinterbeine. Im Gegensatz zu den Hüpfmäusen bauen sie ausgedehnte Tunnelsysteme, die sie tagsüber verschließen, um die Hitze außen und die Feuchtigkeit innen zu lassen.
In Nordamerika, wo es nur Hüpfmäuse und keine „echten“ Springmäuse gibt, haben sich als Parallelentwicklung die nicht näher verwandten, aber ähnlichen Kängururatten herausgebildet.

## Systematik
Dass die Springmäuse monophyletisch sind, wird nicht angezweifelt. Dennoch werden sie gelegentlich in mehrere Familien aufgeteilt. Grzimeks Tierleben stellt die den Echten Mäusen ähnlichen Formen in eine Familie der Hüpfmäuse (Zapodidae) und nur die känguruartig auf den Hinterbeinen springenden Formen zu den Springmäusen (Dipodidae). Schenbrot unterschied 1992 sogar vier Familien, und mehrere Autoren haben wiederum andere Unterteilungen vorgenommen. Die hier vorgenommene Zusammenfassung zu einer Familie und Teilung in vier Unterfamilien folgt dem Handbook of the Mammals of the World, einem Standardwerk zur Mammalogie.
- Cardiocraniinae
  - Fünfzehen-Zwergspringmäuse (Cardiocranius)
  - Dreizehen-Zwergspringmäuse (Salpingotus)
  - Belutschistan-Zwergspringmäuse (Salpingotulus)
- Euchoreutinae
  - Riesenohr-Springmäuse (Euchoreutes)
- Dipodinae
  - Raufuß-Springmäuse (Dipus)
  - Lichtenstein-Springmäuse (Eremodipus)
  - Wüstenspringmäuse (Jaculus)
  - Kammzehen-Springmäuse (Paradipus)
  - Dickschwanz-Springmäuse (Stylodipus)
- Allactaginae
  - Pferdespringer (Allactaga)
  - Bobrinski-Springmäuse (Allactodipus)
  - Orientallactaga
  - Paralactaga
  - Fettschwanz-Springmäuse (Pygeretmus), incl. dem Erdhasen (P. pumilio)
  - Scarturus

Die Birkenmäuse und die Hüpfmäuse, in vielen älteren Veröffentlichungen ebenfalls den Springmäusen als Unterfamilien zugeordnet, werden im HMW als eigenständige Familien behandelt.